# Boule (kristal)

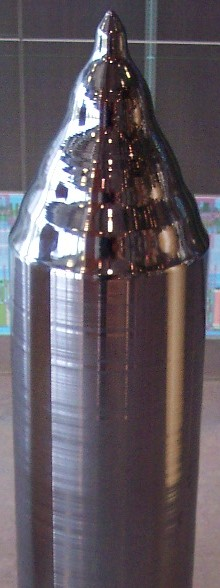
Silicium lingot (of boule) voor de productie van wafers

Een boule is een speciaal type lingot voor halfgeleiders. Het verschil tussen een boule en een gewone lingot is, dat een boule monokristallijn is, een noodzakelijke eigenschap voor geïntegreerde schakelingen (chips). Boules worden gemaakt door een speciaal gietproces, het zogenaamde zonesmelten. Na afkoeling is het materiaal klaar om verpakt, verhandeld en getransporteerd te worden.
In de volgende processtap wordt de staaf dan verzaagd tot schijfjes, de zogenaamde wafers. Normaliter worden wafers met een diamantzaag of diamantdraad van de boule gesneden en daarna aan een of beide kanten gepolijst. Wafers worden in allerlei diameters gemaakt, van 1 inch (25,4 mm) tot 11,8 inch (300 mm) en met diktes van 0,2 tot 1 millimeter.